# Giustiniano (nome)
Giustiniano  è un nome proprio di persona italiano maschile.

## Varianti
- Femminili: Giustiniana[1][2]

### Varianti in altre lingue
- Bulgaro: Юстиниан (Justinian)
- Catalano: Justinià[3]
- Ceco: Justinián
- Croato: Justinijan
- Francese: Justinien
- Galiziano: Xustiniano
- Greco moderno: Ιουστινιανός (Ioustinianos)
- Inglese: Justinian[4][5]
- Latino: Iustinianus[1][3][5], Justinianus[4]
  - Femminili: Iustiniana[1], Justiniana
- Lettone: Justiniāns
- Lituano: Justinianas
- Macedone: Јустинијан (Justinijan)
- Polacco: Justynian
- Portoghese: Justiniano
- Rumeno: Iustinian
- Russo: Юстиниан (Justinian)
- Serbo: Јустинијан (Justinijan)
- Slovacco: Justinián
- Sloveno: Justinijan
- Spagnolo: Justiniano[3]
- Ucraino: Юстиніан (Justynian)
- Ungherese: Iusztinianosz

## Origine e diffusione

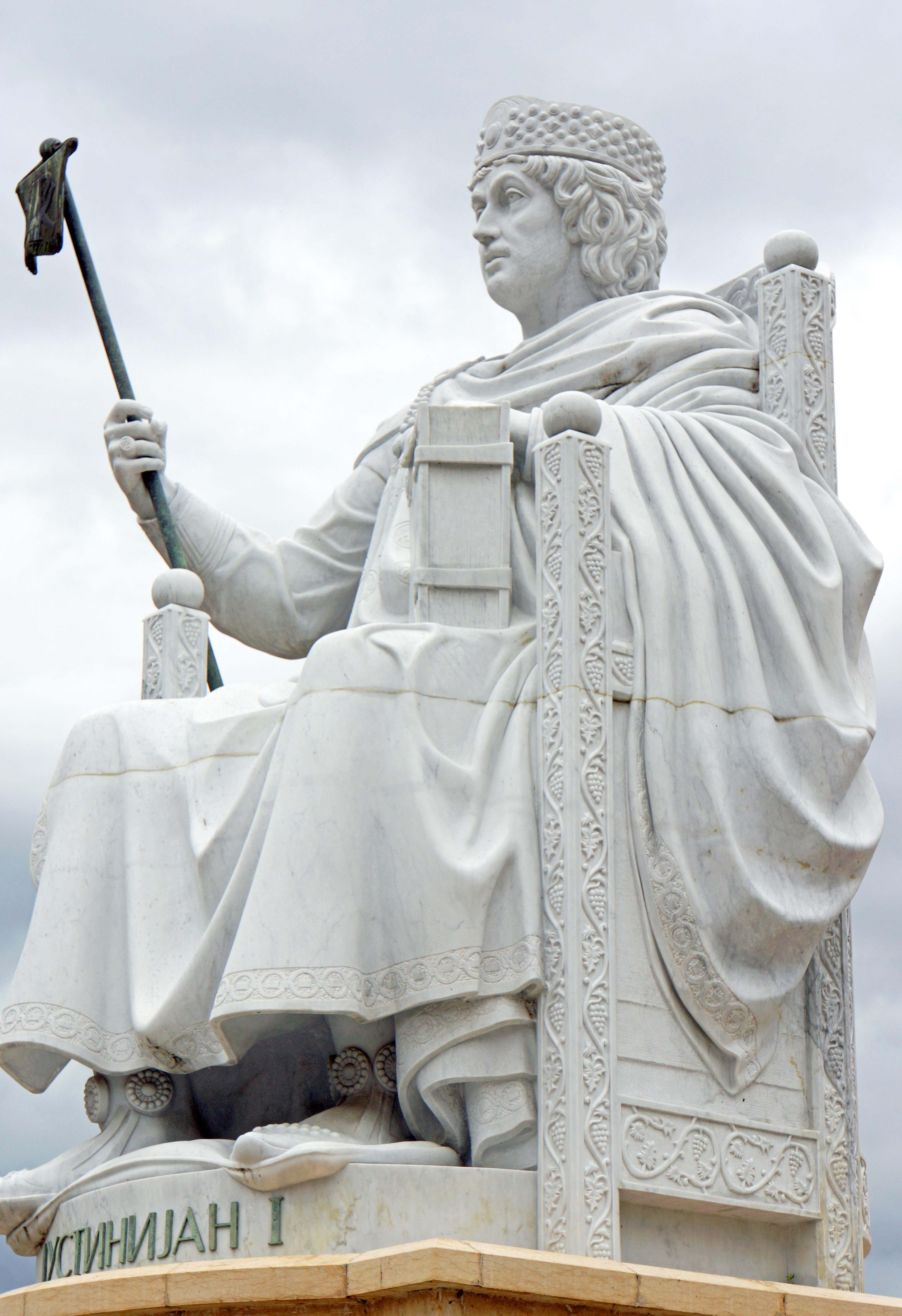
Statua raffigurante Giustiniano I a Skopje

Nome sostenuto dalla fama dell'imperatore Giustiniano I e, almeno nel veneto, da quella del doge Giustiniano Partecipazio, che portò le reliquie di san Marco a Venezia, è comunque scarsamente diffuso. Dal punto di vista etimologico, continua il gentilizio latino Iustinianus, un patronimico di Justinus (Giustino), quindi significa "appartenente a Giustino", "attinente a Giustino".

## Onomastico
L'onomastico si può festeggiare in memoria di più santi, alle date seguenti:
- 21 marzo, san Giustiniano, vescovo di Vercelli[7]
- 16 luglio, san Giustiniano, fanciullo venerato a Limoges[7]
- 23 agosto (o 5 dicembre), san Giustiniano, eremita sull'Isola Ramsey[6][7][8]

Le Chiese orientali venerano inoltre come santi gli imperatori Giustiniano I e Giustiniano II, commemorati rispettivamente il 14 novembre uno, il 15 luglio e il 2 agosto l'altro.

## Persone
- Giustiniano, generale bizantino
- Giustiniano, generale romano per Costantino III
- Giustiniano I, imperatore bizantino
- Giustiniano II Rinotmeto, imperatore bizantino
- Giustiniano Bellavitis, militare e calciatore italiano
- Giustiniano Marucco, calciatore italiano
- Giustiniano Nicolucci, antropologo, etnologo e archeologo italiano
- Giustiniano Partecipazio, doge veneziano

### Varianti maschili
- Justiniano Borgoño, politico peruviano
- Justinien Clary, tiratore e dirigente sportivo francese

### Variante femminile Giustiniana
- Giustiniana Wynne, scrittrice italiana